# エフゲニー・アレクセーエヴィチ・フョードロフ
エフゲニー・アレクセーエヴィチ・フョードロフ（ロシア語:: Евгений Алексеевич Фёдоров、ラテン文字表記例：Evgeny  Alekseevich Fedorov、1963年5月11日 - ）は、ロシア連邦の政治家、ロシア連邦議会国家院員（1993-1996、2003-)、経済政策に関する国家下院委員会のメンバー、統一ロシアの中央政治評議会のメンバー、ロシア連邦の国家カウンセラー、経済科学候補、予備大佐(2017) 、国家解放運動 調整役。